# Piazzetta (Wenecja)

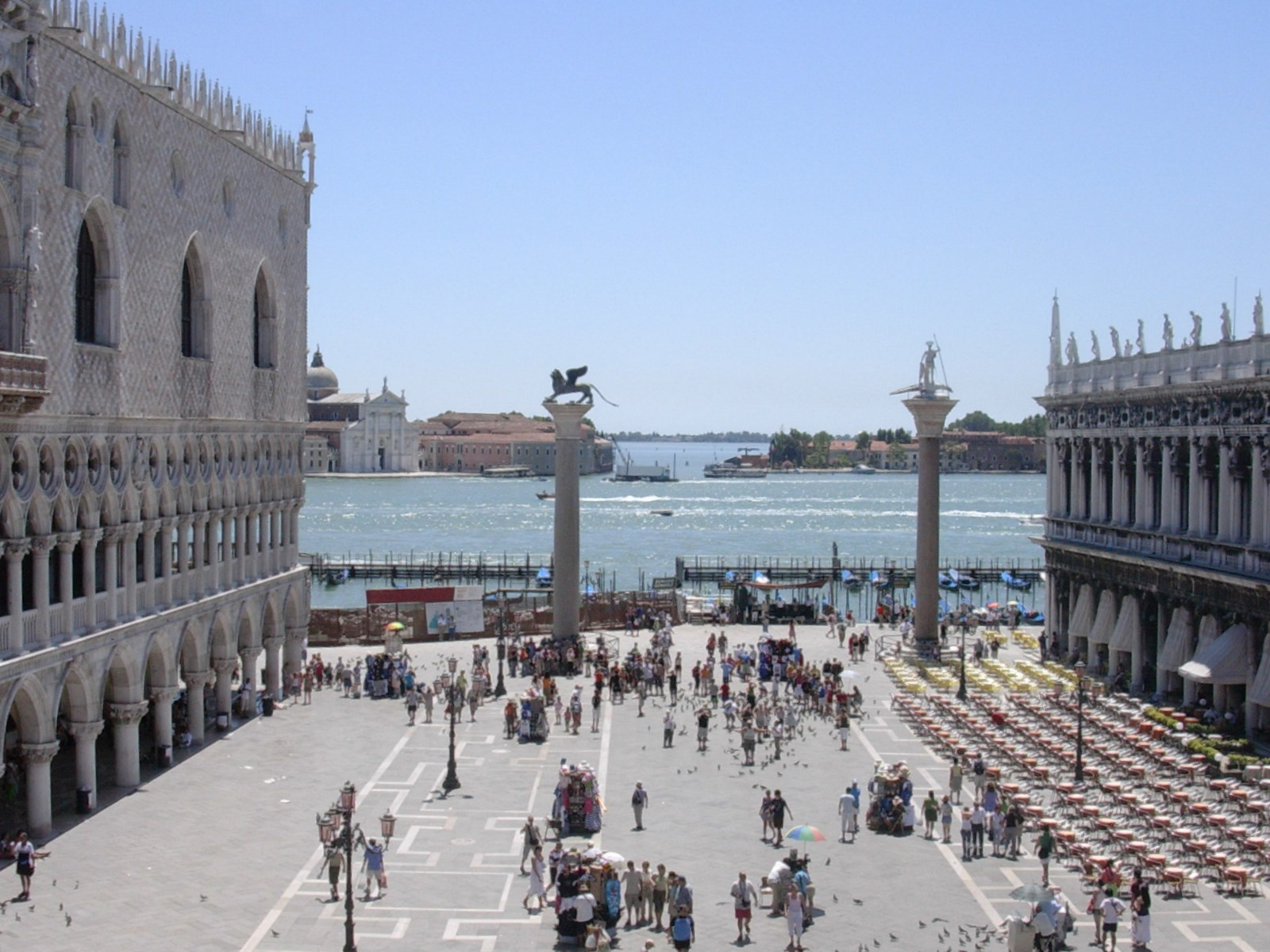
Piazzetta San Marco, widok od strony Bazyliki św. Marka

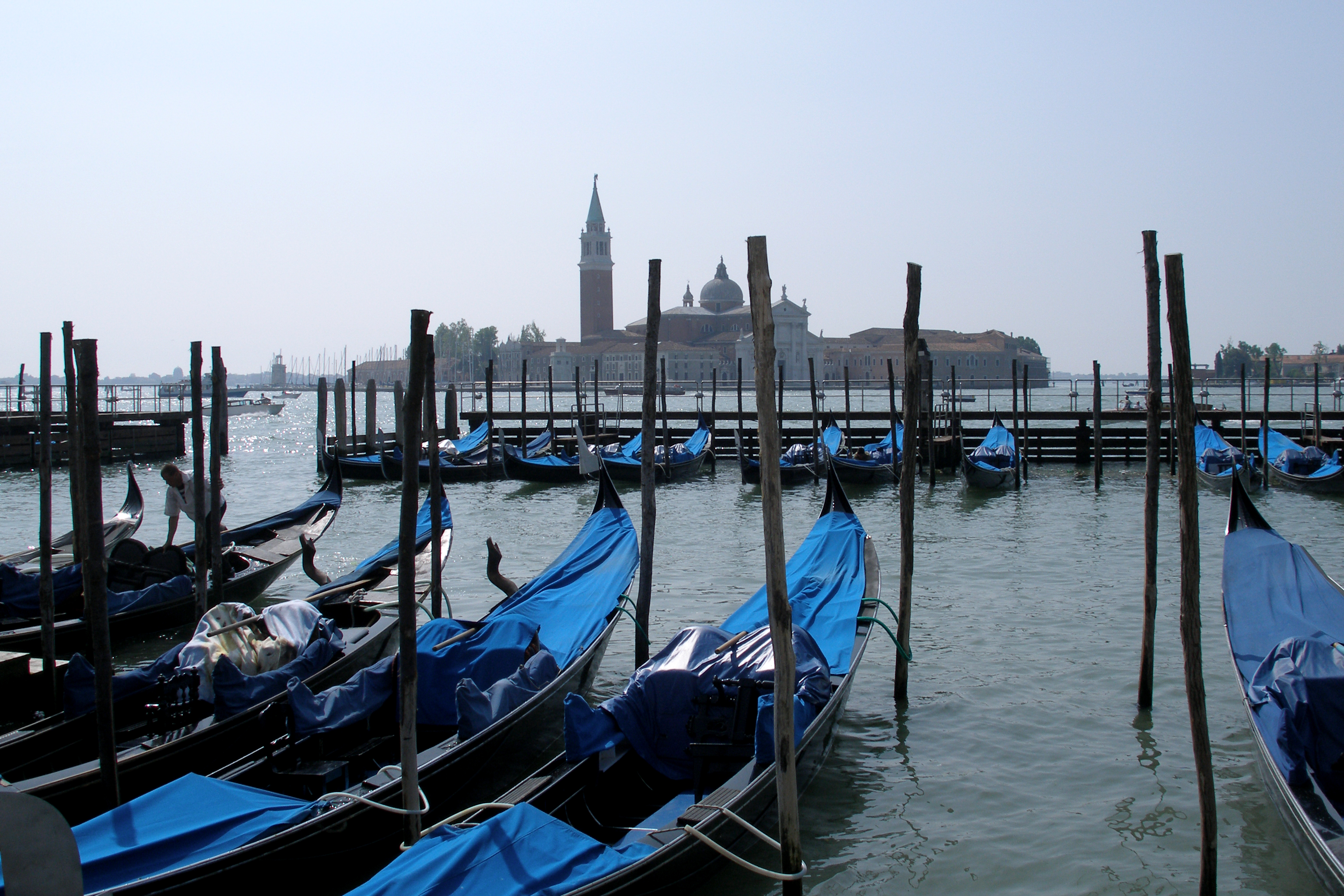
Gondole na przystani przy molo

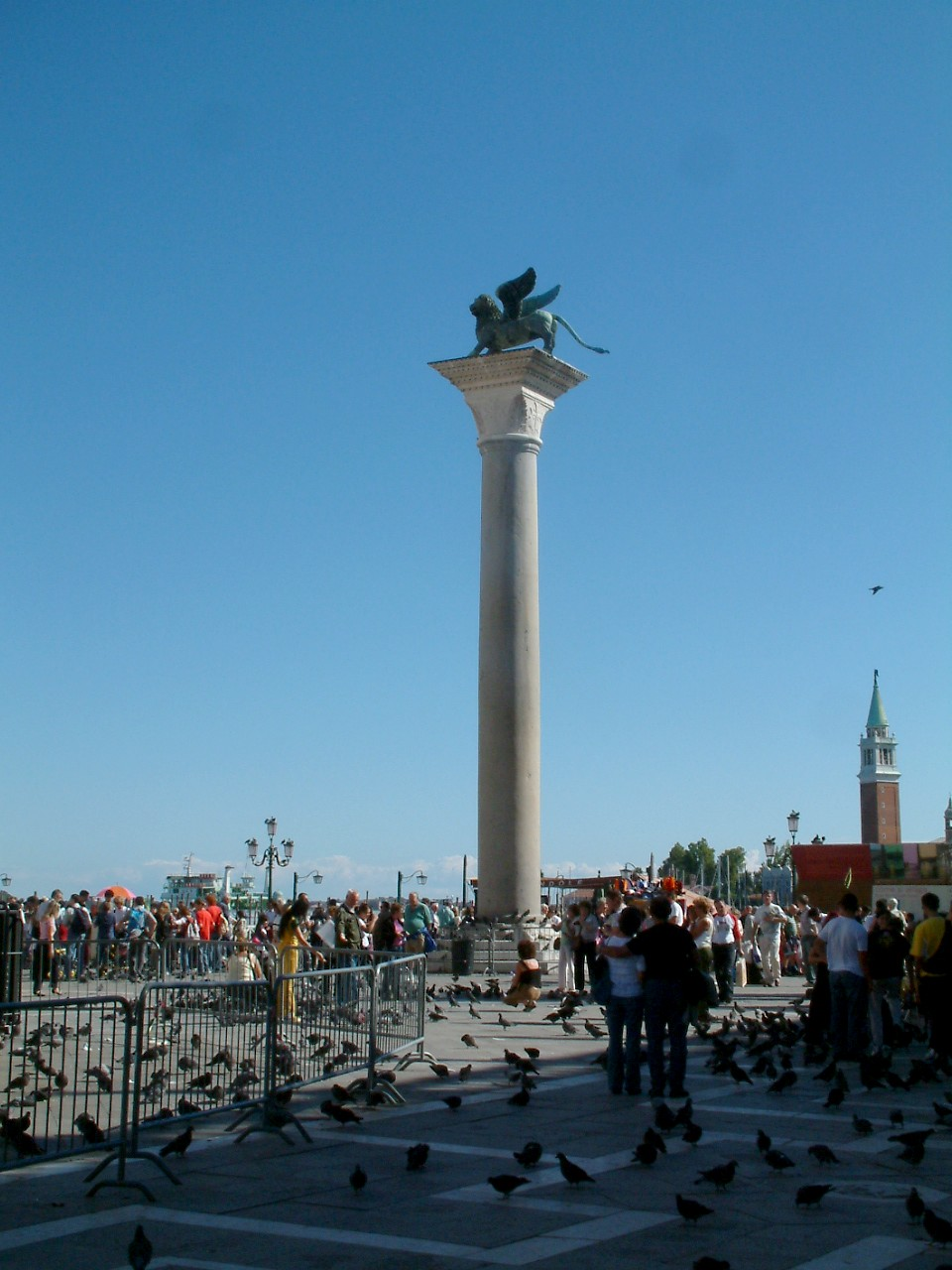
Piazzetta - Kolumna św. Marka

Piazzetta San Marco – plac wenecki pomiędzy wybrzeżem Canale di San Marco a placem św. Marka. Po jego prawej stronie (patrząc od strony portu) znajduje się pałac Dożów, a po lewej renesansowy budynek Libreria Sansoviniana, należący do biblioteki narodowej Biblioteca Nationale Marciana. Dzieło Jacopa Sansovina ukończone w 1591 r. Część pomieszczeń została udostępniona zwiedzającym. Można w nich zobaczyć pomieszczenia ozdobione stiukami i freskami takich mistrzów jak: Andrea Palladio, Jacopo Tintoretto, Paolo Veronese a nawet Tycjana. Do budynku Libreria Sansoviniana, od strony wybrzeża, przylega gmach mennicy Zecca, zaprojektowany także przez Sansovina. Budynek został zbudowany w połowie XVI wieku, na miejscu poprzedniej mennicy. (Wenecjanie bili własne monety).
Na skraju placu od strony laguny znajdują się dwie granitowe kolumny, które w XII w. trafiły tu z Tyru na wschodnim wybrzeżu Morza Śródziemnego. Według tradycji przywieziono trzy kolumny, ale przy rozładunku jedna z nich wpadła do laguny. Na szczycie jednej z kolumn stoi figura pierwszego patrona miasta, św. Teodora. W rzeczywistości jest ona składanką kilku antycznych rzeźb, z których żadna nie miała nic wspólnego ze świętym. Drugą kolumnę wieńczy brązowy lew, symbol nowego patrona Wenecji, św. Marka. Również on nie jest oryginalny – naprawdę jest to posąg chimery asyryjskiej z epoki Sasanidów, pochodzący z IV w., z dodanymi później skrzydłami. 
Ludwik Pietrusiński w swych „Wspomnieniach z Wenecyi, kolei żelaznej lipnicko-wiedeńskiej, Wiednia (...)” (1845) zanotował: Te 2 kolumny z Ś. Teodorem i lwem Ś. Marka, stojące wolno nad brzegiem, tworzyły niby bramę tryumfalną do Pizett'y i placu Ś. Marka. Przywiózł je (...) w czasie krucyat Doża Dominik Michieli (Mikieli), zwycięzca pod Jaffą, Tyrem, Jerozolimą, groźny greckim Cesarzom konstantynopolitańskim (...).
Piazzetta była nieoficjalnym miejscem spotkań polityków oraz widownią egzekucji.Do XVIII w. między kolumnami stał szafot, na którym wykonywano wyroki śmierci. Łucja Rautenstrauchowa w swym reportażu pt. „Miasta, góry i doliny” (t. 1, 1844) pisała: Na placu Ś. Marka, który zwykle pierwsze ma każdego kroki, postrzegasz najprzód na kolumnie posąg Ś. Teodora. Obok niego pod oknami Doży odbywały się niegdyś exekucye. Kiedy w owych czasach powróciwszy do domu ojciec nie znalazł syna, lub syn ojca, powiedziano mu tylko że poszedł się przejść między Ś. Markiem, a Ś. Theodorem, co znaczyło, iż go więcéj nie ujrzy (...).
Przy brzegu Canale di San Marco znajduje się port, do którego zawijają statki turystyczne, oraz przystań gondoli. Na wprost widoczny jest kościół San Giorgo Maggiore, dzieło Palladia, oraz po prawej stronie, przy ujściu Kanału Grande (Canal Grande) budynek morskiej komory celnej (Dogana di Mare) z charakterystyczną złotą kulą podtrzymywaną przez dwóch atlantów i stojącą na niej figurą fortuny.